# Epigynopteryx molliaria
Epigynopteryx molliaria är en fjärilsart som beskrevs av Achille Guenée 1856. Epigynopteryx molliaria ingår i släktet Epigynopteryx och familjen mätare. Inga underarter finns listade i Catalogue of Life.